# Orchidantha grandiflora
Orchidantha grandiflora là một loài thực vật có hoa trong họ Lowiaceae. Loài này được John Donald Mood và Louise Buchholt Pedersen mô tả khoa học đầu tiên năm 2001.

## Phân bố
Loài bản địa Malaysia (bang Sabah).